# Jung Min-ah
Jung Min-ah (en hangul, 정민아; nacida el 3 de marzo de 1994) es una actriz surcoreana.

## Carrera
Comenzó su carrera como actriz infantil  participando en dramas como Damo (2003), Moda de los años 70 (2005) y Time Between Dog and Wolf.

## Filmografía

### Series de televisión
| Año     | Título                    | Papel                 | Canal | Ref.        |
| ------- | ------------------------- | --------------------- | ----- | ----------- |
| 2002    | The Maengs' Golden Era    | Park Ha-na            | MBC   |             |
| 2002    | Magic Kid Masuri          |                       | KBS2  |             |
| 2003    | 1% of Anything            |                       | MBC   |             |
| 2003    | Damo                      | Chae-ok (joven)       | MBC   |             |
| 2005    | Magic Fighter Mir & Gaon  | Baek Jang-mi          | KBS2  |             |
| 2005    | Fashion 70's              | Han Kang-hee (joven)  | SBS   |             |
| 2005    | That Woman                | Jung Da-in            | SBS   |             |
| 2007    | Time Between Dog and Wolf | Ari (joven)           | MBC   |             |
| 2008    | Women of the Sun          | Yoon Sa-wol (joven)   | KBS2  |             |
| 2010    | Road No. 1                | Colegiala             | MBC   |             |
| 2012    | Feast of the Gods         | Go Joon-young (joven) | MBC   |             |
| 2013    | I Can Hear Your Voice     | Seo Do-yeon (joven)   | SBS   |             |
| 2018    | Feel Good to Die          | Lee Jung-hwa          | KBS2  |             |
| 2019    | Doctor John               | Kang Mi-rae           | SBS   |             |
| 2020-21 | No Matter What            | Shin A-ri-A           | KBS1  | [ 3 ]       |
| 2022    | Doctor Lawyer             | Jo Da-rom             | MBC   | [ 4 ]       |
| 2024    | Una familia atípica       | Lee Se-yeon           | JTBC  | [ 5 ] [ 6 ] |

### Películas
| Año  | Título      | Papel           |
| ---- | ----------- | --------------- |
| 2002 | Yesterday   | Hee-soo (joven) |
| 2006 | Almost Love | Dal-rae (joven) |
| 2006 | Heart Is... | Ssi-daeng       |

## Premios y nominaciones
| Año  | Premio                | Categoría               | Papel          | Resultado | Ref. |
| ---- | --------------------- | ----------------------- | -------------- | --------- | ---- |
| 2020 | 34.º KBS Drama Awards | Mejor actriz revelación | No Matter What | Nominada  |      |